# Chandralekha

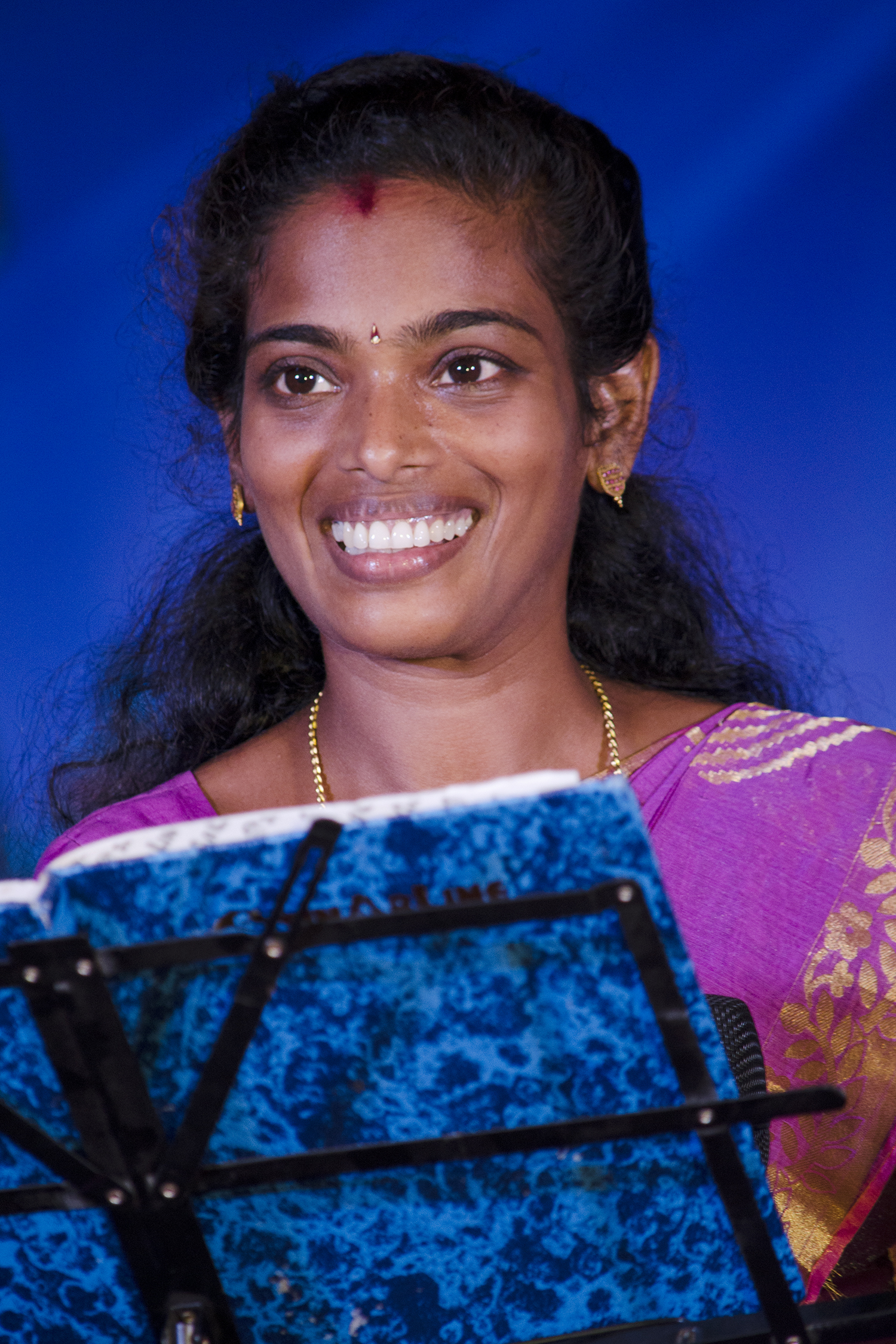
Retrato de Chandralekha

Chandralekha es una cantante de plyaback india, nacida en Vadaserikara, Pathanamthitta, Kerala.   Ella saltó a la fama cuando una de sus canciones fue subida a las descargas de YouTube, en donde tuvo varias visitas para escucharla.  Su primera canción fue interpretada para una película titulada "Love Story", que fue escrita y compuesta por David Showrrn.

## Antecedentes
Hizo su educación primaria en el Parakkode L.P. School, N.S.S. U.P School y en el P.G.M. Se graduó de la universidad de "Saint Cyril College", en Adoor. Actualmente está casada con Reghunath desde el 2006 y tienen un hijo llamado Sreehari. Su carrera artística empezó a partir del 2013.